# Esperance River
Der Esperance River ist ein Fluss im Quarter Gros Islet auf der Karibikinsel St. Lucia.

## Geographie
Der Fluss entsteht im Südosten des Quarters, im Gebiet von Monchy nahe der Grenze zum Quarter Dauphin, und verläuft in östlicher Richtung. Im Esperance Habour fließt ihm aus den Dauphin Woods noch ein Zufluss von rechts und Süden zu, dann mündet er dort in den Atlantik.